# جزیره راواکی
جزیره راواکی (انگلیسی: Rawaki Island) یک جزیره در کیریباتی است که در اقیانوس آرام واقع شده‌است.

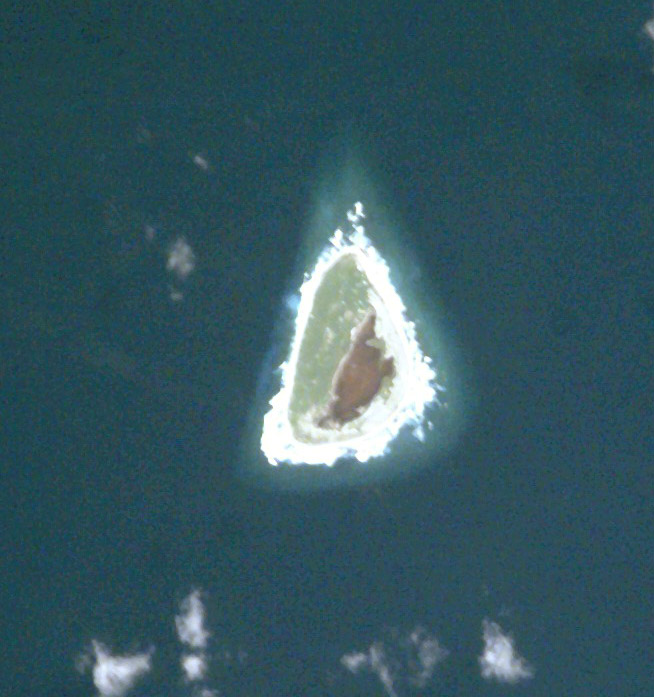
راواکی